# Hilas

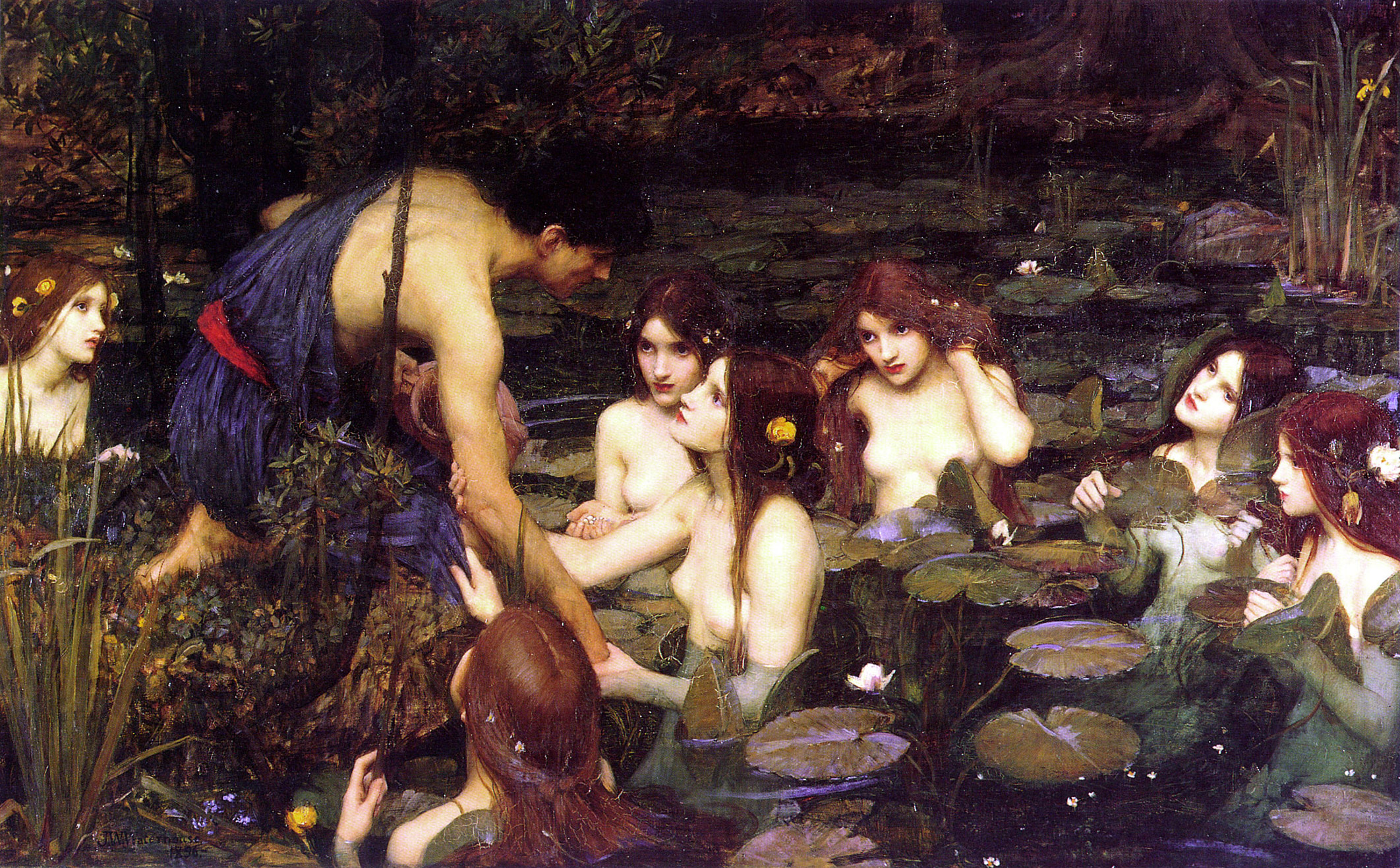
Hilas e as ninfas de John William Waterhouse

Hilas (em grego: Ὕλας, Hýlas) ou Hilo (em grego: Ὕλλος, Hyllos) acompanhou Jasão na expedição dos Argonautas, mas durante uma parada em Mísia (Ásia Menor), foi atraído pelas Naiades, ninfas dos lagos e fontes. Héracles abandonou a expedição para tentar encontrá-lo, e enquanto discutia com as Ninfas por causa do seu amante, a Argo (nau que recebeu o nome do seu criador e que se atribui depois aos seus tripulantes) partiu deixando-o. Ao final da viagem a Argo foi consagrada a Neptuno.
É descrito como "o loiro Hilas".